# Eupherusa
Az Eupherusa a madarak osztályának sarlósfecske-alakúak (Apodiformes) rendjébe és a kolibrifélék (Trochilidae) családjába tartozó nem.

## Rendszerezés
A nemet John Gould angol ornitológus 1857-ben, az alábbi fajok tartoznak ide:
- fehérfarkú kolibri (Eupherusa poliocerca)
- sávosfarkú aztékkolibri (Eupherusa eximia)
- kéksapkás kolibri (Eupherusa cyanophrys)
- feketehasú kolibri (Eupherusa nigriventris)
- mexikói erdeinimfa (Eupherusa ridgwayi)

## Előfordulásuk
Mexikó és Közép-Amerika területén honosak. Természetes élőhelyeik a szubtrópusi vagy trópusi éghajlati övezetben lévő síkvidéki és hegyi esőerdők, valamint emberi környezet.

## Megjelenésük
Testhosszuk 9-11 centiméter körüli.